# New Day Will Rise
«New Day Will Rise» (укр. Новий день настане) — пісня ізраїльської співачки Юваль Рафаель, з якою вона представляла Ізраїль на Пісенному конкурсі Євробачення 2025 в Базелі, Швейцарія. Пісня належить до жанру попмузики, а її зміст символізує зцілення та оптимізм на майбутні дні.

## Про пісню
«New Day Will Rise» написали Керен Пелес і Томер Біран.

Пісня містить текст трьома мовами: англійською, французькою та івритом, а також вірші з Пісні пісень, біблійної поеми, представленої в останньому розділі Танаху, а саме рядок «Води великі не зможуть згасити кохання, ані ріки його не заллють». Керен Пелес зазначає: 
«Це потужне твердження, не важливо, скільки вогню вони цілять у нас, наша вода сильніша, наша любов сильніша, вони не можуть загасити нас, вони не можуть спалити нас — це найважливіший рядок у пісні…». 
За словами Пелес, пісня також символізує «новий схід сонця», якого всі в Ізраїлі чекають після важкого періоду. Юваль Рафаель, своєю чергою, заявила: 
«Для мене ця пісня символізує зцілення, якого ми всі потребуємо, і оптимізм на майбутні дні — наше майбутнє… Пісня говорить про нашу силу, усіх нас, нашу спільну надію, підтримку та любов таких прекрасних людей у нашій країні… настане новий день, і він буде найкращим, ніж той, що будь-коли був».

## Кліп
Музичний на пісню зображає Юваль Рафаель і групу молодих людей, які співають, танцюють і обіймаються на трав'яній ділянці — це сцени, які нагадають музичний фестиваль Nova, де 7 жовтня 2023 року 364 ізраїльтяни були вбиті терористами Хамас. Сама Рафаель була серед тих, хто зумів вижити. У відео також можна помітити червоні анемони — символ південного округу Ізраїлю.

## Пісенний конкурс Євробачення 2025
28 січня 2025 року відбулося жеребкування, яке визначило, у якому з півфіналів Євробачення змагатиметься кожна країна. За результатами жеребкування Ізраїль потрапив до другого півфіналу, який відбудеться 15 травня 2025 року на арені Санкт-Якобсгалле в Базелі, Швейцарія. Порядкові номери виступу країн будуть визначені пізніше.